# Soponwit Rakyart
Soponwit Rakyart (thailändisch โสภณวิชญ์ รักญาติ, * 25. Januar 2001), auch als Tep bekannt, ist ein thailändischer Fußballspieler.

## Karriere

### Verein
Soponwit Rakyart erlernte das Fußballspielen in der Jugendmannschaft von Muangthong United. Hier unterschrieb er am 1. Dezember 2019 seinen ersten Vertrag. Der Verein aus Pak Kret, einem nördlichen Vorort der Hauptstadt Bangkok, spielte in der Ersten Liga. Das Jahr 2020 wurde er an den Ayutthaya FC ausgeliehen. Der Verein aus Ayutthaya spielte in der dritten Liga, der Thai League 3. Hier trat der Verein in der Western Region an. Für den Klub absolvierte er ein Drittligaspiel. Ende Dezember 2020 kehrte er nach der Ausleihe zu SCG zurück. Ende August 2021 wechselte er erneut auf Leihbasis nach Ayutthaya, wo er sich dem Zweitligisten Ayutthaya United FC anschloss. Sein Zweitligadebüt gab er am 5. September 2021 (1. Spieltag) im Auswärtsspiel beim Erstligaabsteiger Sukhothai FC. Hier stand er in der Startelf und stand die kompletten 90 Minuten im Tor. Sukhothai gewann das Spiel mit 5:0. Für den Zweitligisten stand er 29-mal zwischen den Pfosten. Nach der Ausleihe kehrte er nach Muangthong zurück. Ende Juli 2022 lieh ihn der ebenfalls in der zweiten Liga spielenden Phrae United FC aus. Für den Verein aus Phrae absolvierte er zwanzig Ligaspiele. Im Sommer 2023 kehrte er zum Erstligisten zurück. Nach insgesamt sieben Ligaspielen für Muangthong wechselte er im Januar 2025 zum ebenfalls in der ersten Liga spielenden PT Prachuap FC.

### Nationalmannschaft
Soponwit Rakyart spielte seit 2019 in verschiedenen Juniorenmannschaften von Thailand.